# Ядровское
Ядровское — опустевшая деревня в Тонкинском районе Нижегородской области. Входит в сельское поселение Пакалевский сельсовет.

## География
Находится на расстоянии примерно 34 километра по прямой на юго-запад от районного центра поселка Тонкино.

## История
Известна с 1916 года, когда в ней было учтено 11 дворов и 67 жителей. В годы коллективизации был организован колхоз им.Кирова.

## Население
Постоянное население  не было учтено как в 2002 году, так и в 2010 .